# Claudia Riedl
Claudia Riedl (12 febbraio 1965) è un'ex sciatrice alpina austriaca.

## Biografia
Specialista delle prove tecniche originaria di Sankt Jodok am Brenner, la Riedl in Coppa del Mondo ottenne il primo piazzamento il 3 gennaio 1982 a Maribor in slalom speciale (15ª) e il miglior risultato il 25 marzo successivo a San Sicario in slalom gigante (5ª); in quella stessa stagione 1981-1982 in Coppa Europa vinse la classifica di slalom gigante. Partecipò ai Mondiali juniores di Sestriere 1983, dove si piazzò 7ª sia nello slalom gigante sia nello slalom speciale, e ottenne l'ultimo piazzamento in Coppa del Mondo il 29 gennaio 1984 a Saint-Gervais-les-Bains in slalom gigante (11ª); ai Campionati austriaci 1985 conquistò la medaglia di bronzo nella medesima specialità, suo ultimo piazzamento agonistico. Non prese parte a rassegne olimpiche né ottenne piazzamenti ai Campionati mondiali.

## Palmarès

### Coppa del Mondo
- Miglior piazzamento in classifica generale: 46ª nel 1982

### Coppa Europa
- Vincitrice della classifica di slalom gigante nel 1982[1]

### Campionati austriaci
- 3 medaglie[1]:
  - 1 oro (slalom gigante nel 1984)
  - 1 argento (slalom gigante nel 1983)
  - 1 bronzo (slalom gigante nel 1985)